# Cruentation

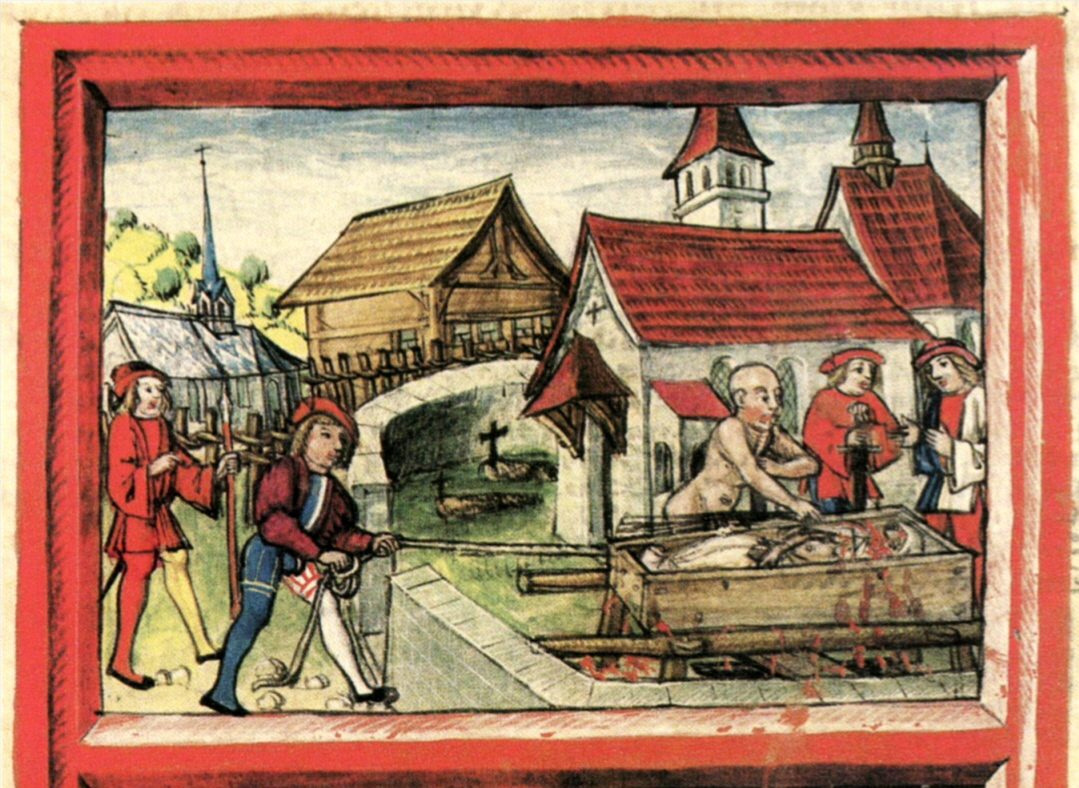
Tableau miniature de Hans Spiess dans la Chronique lucernoise de Diebold Schilling, Burgerbibliothek (1513)

La cruentation est une croyance du Moyen Âge, répandue jusqu'au XVIIe siècle, selon laquelle les plaies d'un cadavre recommencent à saigner en présence de l'assassin de celui-ci. Cette superstition fut employée pour confondre des meurtriers en leur faisant subir « l'épreuve du cercueil », soit les faire passer devant le corps d'une victime pour voir si une éventuelle hémorragie les trahirait.

## Explication du phénomène
Les savants ont essayé d'expliquer ce phénomène, et cela de plusieurs manières. Une première explication était celle du miracle : l'écoulement du sang serait dû à un jugement divin visant à punir le coupable, comme lors des ordalies.
Les médecins et les juristes ont néanmoins tenté de rationaliser la cruentation : on a ainsi parlé d'une manifestation de la « colère » ou de l'« antipathie » du mort à l'égard de son assassin, ou de l'image du meurtrier qui se fixerait sur le sang de la victime.

## Exemples dans la littérature
Les phénomènes de cruentation se retrouvent dans la littérature où ils sont considérés comme des phénomènes normaux, même s'ils figurent dans des histoires tenant du merveilleux.
- Dans Yvain ou le Chevalier au lion de Chrétien de Troyes, Yvain se retrouve enfermé dans un château dont il vient de tuer le maître. Il échappe aux recherches du coupable grâce à un anneau magique le rendant invisible, mais quand le convoi funèbre passe devant lui, le mort recommence à saigner et les vassaux ont la preuve que l'assassin est encore présent.
- Dans la Chanson des Nibelungen, Siegfried est assassiné lors d'une partie de chasse. Sa femme, Kriemhild, procède à l'épreuve du cercueil pour trouver le coupable ; le prodige a effectivement lieu.
- Dans Richard III de William Shakespeare, alors que le convoi funèbre de Henri VI traverse une rue de Londres, les plaies du défunt roi se remettent à saigner au moment où apparaît Richard de Gloucester, le meurtrier.